# Paulus Antonius Wennekers
Paulus Antonius Wennekers (Amsterdam, 1789 – Paramaribo, 1823) was een Nederlands geestelijke en missionaris van de Rooms-Katholieke Kerk in Suriname. Met hulp van Curaçaose en Britse contacten legde hij de grondslag voor het bisdom Paramaribo.

## Tegenwerking
Na de dood van de Franciscaner pater Jacobus Schink in 1804 was er geen rooms-katholiek priester meer in Suriname. Pater Stöppel, werkzaam op Curaçao, berichtte hierover naar Nederland met het verzoek een  seculiere priester te sturen. Twee Amsterdammers boden zich aan: Wennekers en Van der Horst. Wennekers werd gezonden als pastoor en prefect (bestuurder), Van der Horst als zijn kapelaan of helper. De twee maakten vanaf dan deel uit van de zogenaamde Hollandse Missie. Na een  voorspoedige reis van 35 dagen arriveerden zij op 21 november 1817 in Paramaribo.
Wennekers trof in Paramaribo een kleine katholieke bevolkingsgroep die weinig op had met strengheid in de leer. Zijn zedelijkheidsidealen staken schril af bij de gangbare 'meerwijvigheid'. Zelfs Wennekers' eigen kerkbestuur, bestaande uit katholieke plantage-eigenaren, was hem niet goed gezind. Wennekers kreeg te maken met algemene tegenwerking, bespottingen, laster en (eenmaal) stokslagen richting zijn persoon. De tegenwerking in de kolonie ging zover dat aan Wennekers zelfs de toegang tot zieken werd belet, ook tot de katholieke zieken in het militair hospitaal.

## Verzoekschrift
In navolging van Stöppel scheef Wennekers in 1819 een verzoekschrift aan koning Willem I betreffende de missie en de slavenbevolking, waarin hij vroeg om toestemming voor de doop, christelijk onderwijs en huwelijkssluiting. Het zou dan verboden moeten zijn om gehuwden door verkoop van elkaar te scheiden. Dit alles zou bijdragen aan de goede orde, ondergeschiktheid, werkzaamheid, eerlijkheid, oprechtheid en goede zeden. Wennekers verzekerde de slavenhouders dat doop geen vrijgave betekende. Maar het verzoekschrift haalde niets uit, de protestante staatsraad deed zijn klaagbrief af als een rooms-katholieke aanval; het slavenhuwelijk was volgens de raad onwenselijk en op psychologische en juridische gronden onmogelijk. Gouverneur Vaillant stond in 1820 weliswaar een kerkelijk huwelijk toe, maar in géén geval een burgerlijk huwelijk. Wennekers mocht in dat jaar slechts op één enkele plantage buiten Paramaribo verschijnen.
In zijn eerste drie jaar in Suriname kwam van onderwijs niets en stonden slechts twee Europese huwelijken op Wennekers' conto. Toch zou het aantal clandestiene kerkelijke huwelijken toenemen. Mede door het verzoekschrift kreeg de protestantse zending alle ruimte en later óók de katholieke missie. Er was genoeg te doen, zo schreef Wennekers: Van de 300 Europeanen vieren maar 30 pasen. De meeste plantagedirecteuren zijn niet gehuwd en leven in concubaat, hun kinderen ongedoopt. Het grootste deel van de bevolking leeft in ongeoorloofde betrekking; de kuisheid wordt weinig geëerd en begrepen. Afgoderij blijft kleven aan de gedoopten. We hebben daarom een school nodig en een kerkhof, zoals de Herrnhutters reeds hebben. In 1820 schrijft Wennekers dat de door de Portugezen gedoopte slaven op de kust van Coronie een gesneden kruis op de borst dragen, of in hun bezit hebben. Ook bevinden zich op de katoenplantages aldaar verscheidene negers, geboren of vroeger gevestigd op Fransche, Spaansche of Portugeesche eilanden of koloniën, en die allen gedoopt zijn. Wennekers wenste een boot te hebben, zoals de militairen hebben en dan drie of bij slecht weer vijf negers te lenen.

## Huis van Martina

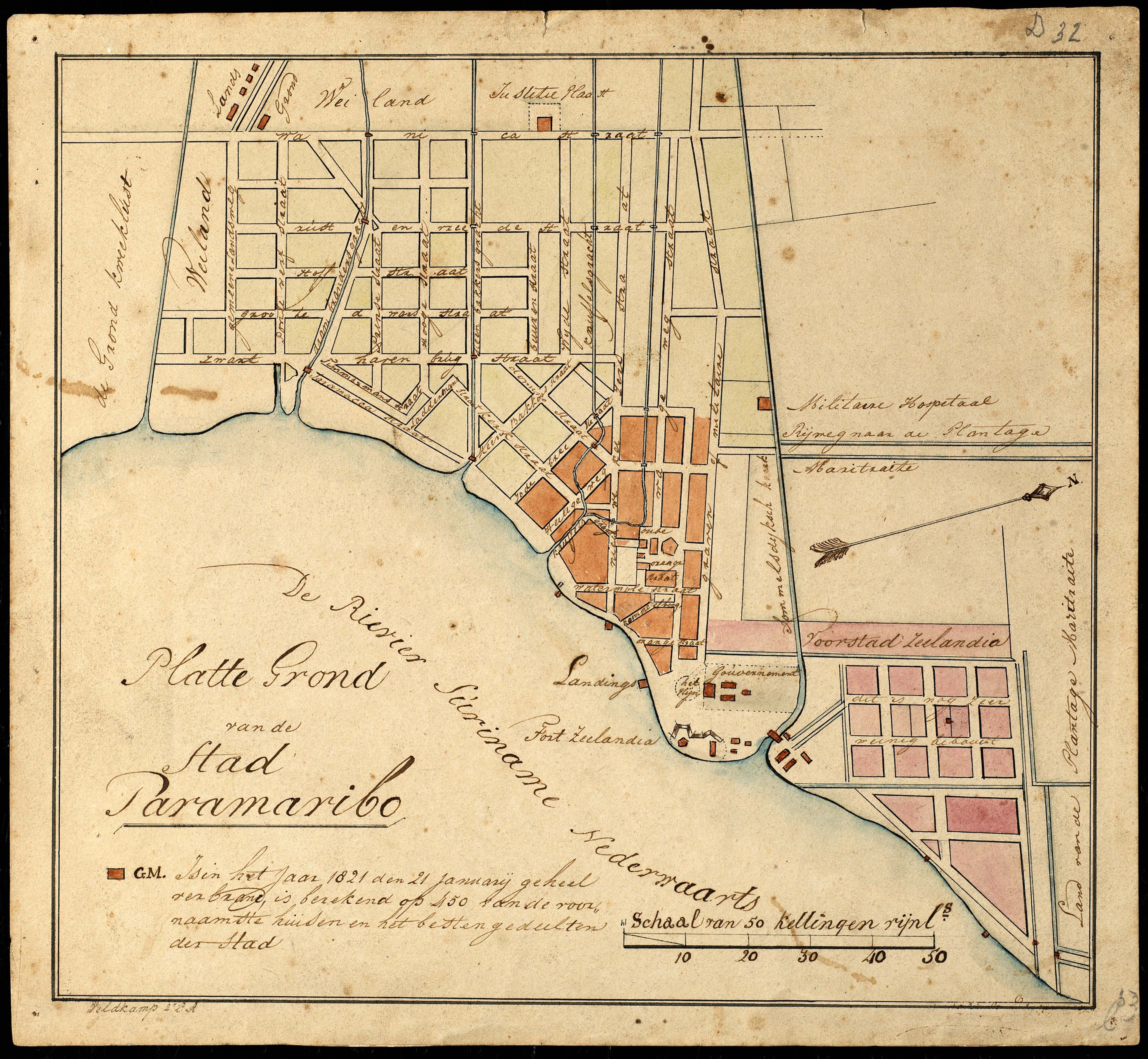
Plattegrond van Paramaribo met in oranje het door brand getroffen gebied, waaronder een deel van de Wagewegstraat (1821)

Bij de grote brand van Paramaribo op 21 januari 1821 gingen kerk en pastorie verloren, vele documenten en zeker 2.500 gulden (bedoeld voor een op te richten gesticht). Wennekers was die dag in fort Amsterdam, om daar de wekelijkse mis te doen. De loop van het vuur was van fort Zeelandia langs de waterkant. Het gouvernement (koloniale bestuur) verplichtte de verschillende kerkbesturen om brood uit te delen.
Wennekers en Van der Horst betrokken daarop het huis van ene Martina, hoek Wagewegstraat-Zwartenhovenbrugstraat. Van de huur, à 3.500 gulden per jaar, betaalde het gouvernement de eerste vier jaar de helft. Martina was een kleurlinge van vijftig jaar. Negen dagen na de brand werd zij gedoopt als Anna Maria Martina van Schelkes, maar in de wandelgangen heette ze Van Gelderland, naar de plantage waar ze vandaan kwam. Zelf had ze één plantage in eigendom (waarschijnlijk La Ressource), met een 'Franstalige negerin' als opzichter. Deze vrouw was door Wennekers geïnstrueerd hoe de stervenden een nooddoop toe te dienen. Zelf kocht Wennekers zes 'slavenkinderen', die door arbeid hun vrijheid konden verdienen. Twee ervan werkten als catechesant en koster. Een ervan heette Jan Brazilie. Jan kon goed zingen.
Wennekers en Van der Horst stierven beiden in Martina's huis, respectievelijk in 1823 en 1825. Het huis bleek niet geschikt om te vertimmeren tot kerk. Pas na de dood van Van der Horst kwam er genoeg geld beschikbaar voor nieuwbouw en wel door legaten en schenkingen uit (groot) Nederland, met name uit het bisdom Mechelen.

## Katholieke plantages
Buiten het fort werden Wennekers en van der Horst alleen toegelaten op enkele plantages van katholieke eigenaren. Daar doopten zij met name kinderen.
In juli 1821 maakte Wennekers een rondreis langs de boven-Saramacca. Hoofddoel was de houtgrond La Ressource, van de eigenares A.S. Schelkes-Van Gelderland. Op La Ressource liet hij een kankantrieboom omhakken om er een kruis voor in de plaats te zetten.
Ook bezocht hij de koffieplantage Maria Petronella van eigenaar J. Thym aan de Warappakreek (Commewijnerivier) en de suikerplantage Toledo aan de Suriname rivier. De eigenaar van Toledo was Richard O'Ferall die ook in het kerkbestuur zat te Paramaribo. Op Toledo doopte Wennekers alle kinderen, inclusief de bejaarde 'creolen-mama' (kinderoppas), genaamd Hanna. Volgens de annalen was zij vroeger ten uiterste onwillig en onbuigzaam en moest zij schier elke week geslagen worden, nu doet zij alles gedwee. De eigenlijke moeders waren op het veld aan het werk.
In 1822 stelde Wennekers een fonds in voor kerksieraden en het bekostigen van kerkbedienden. Ook schreef hij dat jaar de eerste 'Negerengelsche' catechismus, die dertig jaar in gebruik zou blijven (in 1847 opnieuw uitgegeven).
In 1823 bezocht Wennekers 'Opper- en Neder-Nickerie' (thans: Coronie en Nickerie). Hij deed dit op uitnodiging van de vrouw van grootmajoor Kreyter, die daar een nieuwe militaire post had aangelegd en waarschijnlijk bemande. Wennekers verbleef drie maanden op plantage Novar, bij de Engelsman Mackenzie, een vriend van O'Ferall. Mackenzie was weliswaar protestants, maar hij had een katholieke vrouw. Zij was een dochter van multipele plantagehouder N. Herbert te Grenada. Op Novar waren reeds enkele gedoopte personen werkzaam, waarvan twee katholiek gedoopt. Wennekers doopte er nog eens 25, waaronder de bastiaan en zijn vrouw en de timmerbaas en zijn vrouw. Op Mary's Hope doopte hij 38 personen. Op Bellevue, John, Totness en Clyde ieder slechts één.
Wennekers werd respectvol behandeld door MacKenzie, maar ontving een boze brief van Van der Schoor (drost) en Cameron (hoofdingeland) om zijn 'oproerige voornemens in Nickerie' te staken. Pater Willemsen zou later het werkterrein te Coronie - bij Mackenzie - overnemen. De eerste tien jaar na Wennekers' dood, dus onder zijn opvolgers Van der Weijden en Grooff, konden nog slechts de 'katholieke plantages' bezocht worden. Dat werden er gaandeweg meer, ook buiten het 'Britse' Coronie.

## Overlijden
Ziek geworden keerde Wennekers in een schoener terug naar Paramaribo. Aan boord schreef hij een codicil op zijn in Nederland verleden testament, waarbij hij zijn kleren en boeken overdeed aan Van der Horst. Wennekers arriveerde via het Saramaccakanaal, in een tentboot. Op zijn sterfbed op 14 april 1823 uitte Wennekers, volgens de annalen, nog een herderlijke waarschuwing tegen de heerschenden onverschilligheid in zake van godsdienst en tegen de algemeene als ongerijmde bewering dat het om het even is welke godsdienst men belijdt, als men God maar dient. Zijn nalatenschap zou hebben bestaan uit 355 Surinaamse courant (ongeveer 150 Hollandse courant of gulden) en aan de armen zijn uitgedeeld. De kosten van de begrafenis kwamen uit de kerkkas. Wennekers heeft 5 jaar en 5 maanden in Suriname gewerkt, hij werd 33 jaar en 8 maanden oud. 
In 1832 werd Wennekers herbegraven in de Nieuwe Oranjetuin; een eigen begraafplaats hadden de katholieken nog niet.